# Elaeocyma empyrosia
Elaeocyma empyrosia е вид коремоного от разред Neogastropoda, семейство Drilliidae.